# Фербелин
Фербелин (њем. Fehrbellin) општина је у њемачкој савезној држави Бранденбург. Једно је од 23 општинска средишта округа Остпригниц-Рупин. Према процјени из 2010. у општини је живјело 8.973 становника. Посједује регионалну шифру (AGS) 12068117.

## Географски и демографски подаци
Фербелин се налази у савезној држави Бранденбург у округу Остпригниц-Рупин. Општина се налази на надморској висини од 40 метара. Површина општине износи 268,3 km². У самом мјесту је, према процјени из 2010. године, живјело 8.973 становника. Просјечна густина становништва износи 33 становника/km².
- Betzin
- Brunne
- Dechtow
- Deutschhof
- Hakenberg
- Karwesee
- Königshorst
- Langen
- Linum
- Protzen
- Tarmow
- Wall
- Wustrau
- Zietenhorst